# Lijst van afleveringen van Cannon
Dit is een lijst met afleveringen van de Amerikaanse televisieserie Cannon. De serie telt 5 seizoenen. Een overzicht van alle afleveringen is hieronder te vinden.

## Seizoen 1
| Nr. | Titel aflevering                | Uitzenddatum VS   |
| --- | ------------------------------- | ----------------- |
| 1   | Salinas Jackpot                 | 14 september 1971 |
| 2   | Death Chain                     | 21 september 1971 |
| 3   | Call Unicorn                    | 28 september 1971 |
| 4   | Country Blues                   | 5 oktober 1971    |
| 5   | Scream of Silence               | 12 oktober 1971   |
| 6   | Fool's Gold                     | 19 oktober 1971   |
| 7   | The Girl in the Electric Coffin | 26 oktober 1971   |
| 8   | Dead Pigeon                     | 9 november 1971   |
| 9   | A Lonely Place to Die           | 16 november 1971  |
| 10  | No Pockets in the Shroud        | 23 november 1971  |
| 11  | Stone Cold Dead                 | 30 januari 1971   |
| 12  | Death Is a Double Cross         | 7 december 1971   |
| 13  | The Nowhere Man                 | 14 december 1971  |
| 14  | Flight Plan                     | 28 december 1971  |
| 15  | Devil's Playground              | 4 januari 1972    |
| 16  | Treasure of Saint Ignacio       | 11 januari 1972   |
| 17  | Blood on the Vine               | 18 januari 1972   |
| 18  | To Kill a Guinea Pig            | 1 februari 1972   |
| 19  | The Island Caper                | 8 februari 1972   |
| 20  | A Deadly Quiet Town             | 15 februari 1972  |
| 21  | A Flight of Hawks               | 22 februari 1972  |
| 22  | The Torch                       | 29 februari 1972  |
| 23  | Cain's Mark                     | 7 maart 1972      |
| 24  | Murder by Moonlight             | 14 maart 1972     |

## Seizoen 2
| Nr. | Titel aflevering          | Uitzenddatum VS   |
| --- | ------------------------- | ----------------- |
| 1   | Bad Cats and Sudden Death | 13 september 1972 |
| 2   | Sky Above, Death Below    | 20 september 1972 |
| 3   | Bitter Legion             | 27 september 1972 |
| 4   | That Was No Lady          | 4 oktober 1972    |
| 5   | Stakeout                  | 11 oktober 1972   |
| 6   | The Predators             | 18 oktober 1972   |
| 7   | A Long Way Down           | 25 oktober 1972   |
| 8   | The Rip Off               | 1 november 1972   |
| 9   | Child of Fear             | 15 november 1972  |
| 10  | The Shadow Man            | 22 november 1972  |
| 11  | Hear No Evil              | 29 november 1972  |
| 12  | The Endangered Species    | 13 december 1972  |
| 13  | Nobody Beats the House    | 20 december 1972  |
| 14  | Hard Rock Roller Coaster  | 3 januari 1973    |
| 15  | The Dead Samaritan        | 10 januari 1973   |
| 16  | Death of a Stone Seahorse | 17 januari 1973   |
| 17  | Moving Target             | 31 januari 1973   |
| 18  | Murder for Murder         | 7 februari 1973   |
| 19  | To Ride a Tiger           | 14 februari 1973  |
| 20  | The Prisoners             | 21 februari 1973  |
| 21  | The Seventh Grave         | 28 februari 1973  |
| 22  | Catch Me If You Can       | 7 maart 1973      |
| 23  | Press Pass to the Slammer | 14 maart 1973     |
| 24  | Deadly Heritage           | 21 maart 1973     |

## Seizoen 3
| Nr. | Titel aflevering         | Uitzenddatum VS   |
| --- | ------------------------ | ----------------- |
| 1   | He Who Digs a Grave      | 12 september 1973 |
| 2   | Memo from a Dead Man     | 19 september 1973 |
| 3   | Hounds of Hell           | 26 september 1973 |
| 4   | Target in the Mirror     | 3 oktober 1973    |
| 5   | Murder by Proxy          | 10 oktober 1973   |
| 6   | Night Flight to Murder   | 17 oktober 1973   |
| 7   | Come Watch Me Die        | 24 oktober 1973   |
| 8   | The Perfect Alibi        | 31 oktober 1973   |
| 9   | The Dead Lady's Tears    | 7 november 1973   |
| 10  | The Limping Man          | 14 november 1973  |
| 11  | Trial by Terror          | 21 november 1973  |
| 12  | Murder by the Numbers    | 23 november 1973  |
| 13  | Valley of the Damned     | 5 december 1973   |
| 14  | A Well Remembered Terror | 12 december 1973  |
| 15  | Arena of Fear            | 19 december 1973  |
| 16  | Photo Finish             | 2 januari 1974    |
| 17  | Duel in the Desert       | 16 januari 1974   |
| 18  | Where's Jennifer?        | 6 februari 1974   |
| 19  | Blood Money              | 6 februari 1974   |
| 20  | Death of a Hunter        | 13 februari 1974  |
| 21  | The Cure That Kills      | 20 februari 1974  |
| 22  | Bobby Loved Me           | 27 februari 1974  |
| 23  | Triangle of Terror       | 13 maart 1974     |
| 24  | The Stalker              | 20 maart 1974     |

## Seizoen 4
| Nr. | Titel aflevering            | Uitzenddatum VS   |
| --- | --------------------------- | ----------------- |
| 1   | Kelly's Song                | 11 september 1974 |
| 2   | The Hit Man                 | 18 september 1974 |
| 3   | Voice from the Grave        | 25 september 1974 |
| 4   | Lady in Red                 | 2 oktober 1974    |
| 5   | The Deadly Trail            | 16 oktober 1974   |
| 6   | The Exchange                | 23 oktober 1974   |
| 7   | The Avenger                 | 30 oktober 1974   |
| 8   | A Killing in the Family     | 6 november 1974   |
| 9   | Flashpoint                  | 13 maart 1974     |
| 10  | The Man Who Couldn't Forget | 20 november 1974  |
| 11  | The Sounds of Silence       | 4 december 1974   |
| 12  | The Prisoner                | 11 december 1974  |
| 13  | Daddy's Little Girl         | 18 december 1975  |
| 14  | The Conspirators            | 1 januari 1975    |
| 15  | Coffin Corner               | 15 januari 1975   |
| 16  | Perfect Fit for a Frame     | 22 januari 1975   |
| 17  | Killer on the Hill          | 29 januari 1975   |
| 18  | Missing at FL307            | 5 februari 1975   |
| 19  | The Set Up                  | 12 februari 1975  |
| 20  | The Investigator            | 26 februari 1975  |
| 21  | Lady on the Run             | 5 maart 1975      |
| 22  | Vengeance                   | 12 maart 1975     |
| 23  | Tomorrow Ends at Noon       | 19 maart 1975     |
| 24  | Search and Destroy          | 2 april 1975      |

## Seizoen 5
| Nr. | Titel aflevering        | Uitzenddatum VS   |
| --- | ----------------------- | ----------------- |
| 1   | Nightmare               | 10 september 1975 |
| 2   | The Deadly Conspiracy   | 17 september 1975 |
| 3   | The Wrong Medicine      | 24 september 1975 |
| 4   | The Iceman              | 1 oktober 1975    |
| 5   | The Victim              | 8 oktober 1975    |
| 6   | The Man Who Died Twice  | 15 oktober 1975   |
| 7   | A Touch of Venom        | 22 oktober 1975   |
| 8   | Man in the Middle       | 29 oktober 1975   |
| 9   | Fall Guy                | 5 november 1975   |
| 10  | The Melted Man          | 5 november 1975   |
| 11  | The Wedding March       | 19 november 1975  |
| 12  | The Hero                | 26 november 1975  |
| 13  | To Still the Voice      | 3 december 1975   |
| 14  | The Star                | 10 december 1975  |
| 15  | The Games Children Play | 17 december 1975  |
| 16  | The Reformer            | 7 januari 1976    |
| 17  | The House of Cards      | 14 januari 1976   |
| 18  | Revenge                 | 21 januari 1976   |
| 19  | Cry Wolf                | 28 januari 1976   |
| 20  | The Quasar Kill         | 4 februari 1976   |
| 21  | Snapshot                | 11 februari 1976  |
| 22  | Point After Death       | 18 februari 1976  |
| 23  | Bloodlines              | 25 februari 1976  |
| 24  | Madman                  | 3 maart 1976      |